# パーヴェル・ペレヴェルゼフ
パーヴェル・ニカラーイヴィッチ・ペレヴェルゼフ (ロシア語: Павел Николаевич Переверзев
、ラテン文字表記の例：Pavel Nikolaevich Pereverzev、1871年11月6日（ロシア旧暦、グレゴリオ暦では11月18日）– 1944年6月28日）は、ロシアの弁護士で政治家。 1917年にロシア臨時政府の司法大臣を務めた。

## 家族
元国家評議会議員ニコライ・ペレヴェルゼフの息子として1871年に誕生する。 母はヴァルヴァラ・スタニスラヴォヴナで旧姓はマコヴレワという。
ペレヴェルゼフはサンクトペテルブルク大学の法学部を卒業している。高名な女医イヴァナ・ヴァシルエヴィチャの娘であるエカチェリーナと1898年に学生結婚を果たし、ニコライ、ピョートル、パヴェル、タチアナ、イア、エカチェリーナという子供をもうけた。

## 弁護士生活
1901年にペレヴェルゼフは司法省に勤務し弁護士補として弁護業務にあたった。支持する政治的な人物に対する刑事訴訟の弁護を重点的に行なった。その為、内務大臣プレーヴェの命令でアルハンゲリスクに3年間追放の憂き目を見たが、1904年のプレーヴェの暗殺後によってサンクトペテルブルクに復帰できた。追放中の間は社会革命党（エスエル）の活動に参加していたが、その後は穏健なナロードニキ社会主義者党の支持者となった。

彼はサンクトペテルブルク地区の陪審弁護士協議会のメンバーであった。アルメニア人の民族政党「ダシナクツチュン」の運動に熱心な活動家に対して、発禁文書の輸送したとの罪でピンスクに収容されている政治犯の解放の為に訴訟の弁護人となった。1909年1月、有名なジャーナリストのパヴェル・エリッセーヴィチ・シショーゴレフが反政府的な内容の資料を載せた『過去』 (ロシア語: ПБылое) という雑誌を出版し公表したことの訴訟の弁護をしている。1915年には、第四ドゥーマのボルシェヴィキ派メンバーの議員の弁護士の一人であった時、不定期の労働刑の脅しを受けていた（結果的には彼は亡命した）が、ペレヴェルゼフは共同でその弁護にあたり、その被告の為にこう述べたという。

何年もかかるものになることでしょう。その間に、彼の反逆罪の中傷非難が皮を剥ぐかのように出てくるでしょう。 しかし、議員の名前は忘れ去られることは決してないし、暗闇から国民生活を向上させようとした単なる一個人の労働者としての彼のその想いは変わることはないでしょう。兄弟たち（人民）の苦しみと困窮で、どうか彼の心がずたずたなものにならないように。彼はこれまでその正直さと勇敢さで人民を守ろうと人一倍奮闘してきたのだから。

彼が担当した『非政治的』な訴訟として、有名な『オギンスキ公爵の何百万もの事柄』 (1911年) に載せられていた、かつてのリトアニア大公国内での正教徒の大貴族であったオギンスキ家のボグダン・オギンスキ 公爵の記名がある架空の偽遺言状を作成してでっち上げたというものがある。罪悪感に苛まれ真実を告白したその一人の被告を弁護しようと、ペレヴェルゼフは陪審員のジレンマを突く為、被告の抗弁（言い訳）を作り出した。「彼は超えてはいけない奈落の底に飛び込んでしまっているのか、それとも土俵際で自分自身を見つけ戻ってきているのか」と陪審員に問い、一人の後悔する男を家族の許に戻すべきだと訴えた。
同業の弁護士アレクサンドル・ディミヤーノフによると、

彼自身は誰からも愛される人物でまさに『快男児』、陽気で激情家、ペレヴェルゼフは全てにとても良い印象を与える自由奔放な男であった。彼は雄弁家として良い評判を得ていた。そして実際に彼は演説に堪能で良い声をも持っている。私が思うには、彼のスピーチは決して前もって決めた進行に沿ったものとはならずしばしば脱線しがちであったが、その表現は実に的を得たものであったし、そういったことを充分に考慮してもなお彼のスピーチの素晴らしさは損なわれてしまうものではない。

弁護業務の傍ら、ペレヴェルゼフは社会活動にも従事し続けており、ベイリス事件 (1911年3月20日にキエフ市郊外で12歳の少年が死体で発見され、同年7月21日にユダヤ人ベイリスが逮捕された。これに対し，根拠のないでっちあげだとして、ロシア内外の各界から抗議の声が高まった。 「ユダヤ人は過ぎ越しの祭の際、キリスト教徒の血で練ったパンを食べる」という迷信に基づく「祭儀殺人」だというでっちあげ逮捕であり、ベイリスは2年間の拘束の後1913年に無罪を勝ち取った事件。）に関しての抗議文に署名したかどでペトロパヴロフスク要塞に8ヶ月投獄されていた。1907年、フリーメイソンの有名人で、『極星』ロッジ（フリーメーソンの支部に当たる）のメンバーであり『ガリペルナ』ロッジ（1910年 - 1915年在籍）のオラトール（ロシア国内におけるフリーメーソン組織内の高位階級の一つ）であった。1917年には、ロッジ内でペレヴェルゼフは「深く尊敬すべきマスター」 (ロシア語: досточтимый мастер) と呼ばれていた。
第一次世界大戦中、彼はペトログラード内の弁護士らで救護隊を編成して指揮し、彼自身が精力的なオルガナイザーの手腕があることを証明した。

## 検察官・司法大臣
1917年3月に発生した二月革命の後、彼は司法省のペトログラード裁判所の検察官に任命された。クロンシュタットに赴いて、水兵たちに逮捕されている将校らを釈放するという要求をしたが不首尾に終わった。検察裁判所が正式な手続きを踏んで決定したオーダーによってのみ逮捕が可能となるように（それ以外の場合の逮捕者は24時間以内に釈放される）、帝政下で逮捕された活動家について法律的な枠組みを導入を図った。帝政下での官憲の違法行為についての実態調査は、同時に弁護士との面談で、臨時政府が合法的に対応できなくなった事情をも斟酌することとされた。
1917年5月1日（ロシア旧暦4月18日）、ペレヴェルゼフは臨時政府のリヴォフ内閣に、ケレンスキーの後任の司法大臣として入閣し閣僚となった。同年6月、アナーキストたちが元内務大臣ピョートル・ドゥルノヴォ邸を「搾取者を搾取する」為と称して襲って不法占拠するという事件が起きたが、ペレヴェルゼフは断固として厳しい対応を採り、大掛かりな攻撃を行なっている。同年7月には、ボリシェヴィキによる大規模な武装デモである七月蜂起が起き、臨時政府の本部であるタヴリーダ宮殿にまでデモ隊が押し寄せる事態となった。ペレヴェルゼフは新聞記者らを前に、ボリシェヴィキの指導者であるウラジーミル・レーニンをはじめ幹部たちが第一次世界大戦で対戦中の敵国ドイツから資金援助を受けており、レーニンはドイツのスパイであったとする発表を行なった。この発表はボリシェヴィキの人気の急落原因となった。臨時政府の幹部であるケレンスキー、ミハイル・テレシチェンコ、ニコライ・ネクラソフらは、ボリシェヴィキの了承を得ないで発表を行なったことを非難している。ペレヴェルゼフはすぐに辞任した後、救護隊を率いて前線に赴いている。 ボルシェヴィキがドイツ政府と特別なつながりがあるとした資料の信頼性についての問題は未だに論争の的となっている。
同業者であり臨時政府では副官としてペレヴェルゼフを支えた仲間でもあるアレクサンドル・ディミヤーノフによると、「ペレヴェルゼフは偉大な夢想家、前もって決めた段取り通りに進行できない無能な指揮者」であるが、「クリーンで誠実な男」であったとしている。

## 亡命生活
十月革命でボルシェヴィキが権力を握った後、ペレヴェルゼフは潜伏生活を余儀なくされた。新しい政権はペレヴェルゼフの二人の息子を逮捕し、父親の身柄と引き換えの人質とし、大掛かりな公判を準備していたが、仲間の社会主義者の助けにより解放されている。それから彼はクリミア半島で生活していたが、1920年にはコンスタンティノープルに家族と共に移住した後、1921年にチュニジアに移った。チュニジア移住以降、地方都市連盟の代表を務めている。そこからパリに移住して弁護士を開業し、1927年にフランス国内におけるロシア弁護士会のメンバーとなった。1928年にはその理事会のメンバーとなり、1932年に会の副会長となった。その年以来、彼はロシア国外の地域におけるロシア弁護士団体の連盟の書記長を務める。1933年には、ロシア国外の地域における銀行及び企業の従業員連合の会長となる。
彼はフリーメーソンの団体活動への参加を続けた。 1927年は『北の星』ロッジのメンバーで- 1928年から1930年までと1932年は「深く尊敬すべきマスター」と呼称で呼ばれる立場にあり、1932年から1934年までと1937年から1938年まではオラトールの階級にあった。1935年には名誉高名マスターと呼称で呼ばれる立場となる。フランスで開催された大東洋総会（大会）においてこのロッジは紹介されている。1933年以来『北の兄弟』ロッジのメンバーになり、 1938年から1939年までロッジの会長を務めた。 『自由ロシア』ロッジの創設メンバーと『北の星』ロッジの創設メンバー兼大セクレタリーであった。1938年以来、フリーメーソンのグループ『ロシアの顔』をニコライ・アヴクセンティエフと二頭体制で率いた。フリーメーソンの組織を代表してパリの刑務所に収容されているロシア人の服役囚の経済面をサポートしている。
ドイツのフランス占領時には、フリーメーソンの仲間であったアブラム・アリペリンの求めで、ペレヴェルゼフは彼の会社の名義上の社長を務めている。（なぜなら、ユダヤ人が主要な管理職のポストに就く権利を否定されたので。）

## 引用
- Биография

| 公職                              | 公職                          | 公職                      |
| --------------------------------- | ----------------------------- | ------------------------- |
| 先代 アレクサンドル・ケレンスキー | ロシア臨時政府司法大臣 1917年 | 次代 イヴァン・エフレモフ |